# Eastern Europe Cup w biegach narciarskich 2017/2018
Eastern Europe Cup w biegach narciarskich 2017/2018 to kolejna edycja tego cyklu zawodów. Rywalizacja rozpoczęła się 20 listopada 2017 roku w rosyjskim kurorcie narciarskim Wierszyna Tioi, a zakończy się 28 lutego 2018 roku w rosyjskim mieście Kononowskaja.
Obrończynią tytułu jest Rosjanka Anna Nieczajewska, a wśród mężczyzn Rosjanin Aleksiej Wicenko.

## Kalendarz i wyniki

### Kobiety
| Lp  | Data              | Miejscowość     | Dystans                          | 1. miejsce           | 2. miejsce             | 3. miejsce            |
| --- | ----------------- | --------------- | -------------------------------- | -------------------- | ---------------------- | --------------------- |
| 1.  | 20 listopada 2017 | Wierszyna Tioi  | 5 km s. klasycznym               | Swietłana Nikołajewa | Łarisa Riasina         | Polina Niekrasowa     |
| 2.  | 21 listopada 2017 | Wierszyna Tioi  | Sprint s. dowolnym               | Tatjana Aleszina     | Polina Kowalowa        | Jewgienia Oszczepkowa |
| 3.  | 23 listopada 2017 | Wierszyna Tioi  | sprint s. klasycznym             | Polina Niekrasowa    | Marija Dawidjenkowa    | Polina Kowalowa       |
| 4.  | 24 listopada 2017 | Wierszyna Tioi  | 10 km s. dowolnym                | Darja Storożyłowa    | Łarisa Riasina         | Maja Jakunina         |
| 5.  | 20 grudnia 2017   | Sianki          | Sprint s. dowolnym               | Daria Błaszko        | Maryna Ancybor         | Walancina Kaminska    |
| 6.  | 21 grudnia 2017   | Sianki          | 5 km s. dowolnym                 | Maryna Ancybor       | Wałentyna Szewczenko   | Tetiana Antypenko     |
| 7.  | 22 grudnia 2017   | Sianki          | 5 km s. klasycznym               | Tetiana Antypenko    | Wałentyna Szewczenko   | Maryna Ancybor        |
| 8.  | 23 grudnia 2017   | Krasnogorsk     | sprint s. dowolnym               | Odwołany             | Odwołany               | Odwołany              |
| 9.  | 24 grudnia 2017   | Krasnogorsk     | 10 km s. klasycznym              | Odwołany             | Odwołany               | Odwołany              |
| 10. | 26 grudnia 2017   | Krasnogorsk     | sprint s. klasycznym             | Odwołany             | Odwołany               | Odwołany              |
| 11. | 27 grudnia 2017   | Krasnogorsk     | 15 km s. dowolnym                | Odwołany             | Odwołany               | Odwołany              |
| 12. | 8 stycznia 2018   | Raubicze/ Mińsk | Sprint s. klasycznym             | Odwołany             | Odwołany               | Odwołany              |
| 13. | 9 stycznia 2018   | Raubicze/ Mińsk | sprint s. dowolnym               | Odwołany             | Odwołany               | Odwołany              |
| 14. | 11 stycznia 2018  | Raubicze/ Mińsk | 15 km s. dowolnym (start masowy) | Odwołany             | Odwołany               | Odwołany              |
| 15. | 12 stycznia 2018  | Raubicze/ Mińsk | 10 km s. klasycznym              | Odwołany             | Odwołany               | Odwołany              |
| 16. | 9 lutego 2018     | Krasnogorsk     | 10 km s. klasycznym              | Polina Kalsina       | Marija Guszczina       | Łarisa Riasina        |
| 17. | 11 lutego 2018    | Moskwa          | sprint s. dowolnym               | Natalja Matwiejewa   | Polina Niekrasowa      | Marija Dawidjenkowa   |
| 18. | 24 lutego 2018    | Kononowskaja    | 10 km s. dowolnym                | Marija Istomina      | Łarisa Ryasina         | Jelena Sobolewa       |
| 19. | 25 lutego 2018    | Kononowskaja    | sprint s. klasycznym             | Natalja Matwiejewa   | Jewgienija Szapowałowa | Polina Niekrasowa     |
| 20. | 28 lutego 2018    | Kononowskaja    | 15 km (bieg łączony)             | Polina Kalsina       | Jana Kirpiczenko       | Olga Cariewa          |

### Mężczyźni
| Lp  | Data              | Miejscowość     | Dystans                          | 1. miejsce          | 2. miejsce          | 3. miejsce               |
| --- | ----------------- | --------------- | -------------------------------- | ------------------- | ------------------- | ------------------------ |
| 1.  | 20 listopada 2017 | Wierszyna Tioi  | 10 km s. klasycznym              | Stanisław Wołżencew | Siergiej Ardaszew   | Jermił Wokujew           |
| 2.  | 21 listopada 2017 | Wierszyna Tioi  | Sprint s. dowolnym               | Andriej Parfionow   | Kiriłł Wiczużanin   | Andriej Niekrasow        |
| 3.  | 23 listopada 2017 | Wierszyna Tioi  | sprint s. klasycznym             | Jermił Wokujew      | Siergiej Ardaszew   | Andriej Krasnow          |
| 4.  | 24 listopada 2017 | Wierszyna Tioi  | 15 km s. dowolnym                | Artiom Nikołajew    | Siergiej Turyszew   | Stanisław Wołżencew      |
| 5.  | 20 grudnia 2017   | Sianki          | Sprint s. dowolnym               | Aliaksandr Saładkou | Andriej Orlyk       | Aleh Chychykau           |
| 6.  | 21 grudnia 2017   | Sianki          | 10 km s. dowolnym                | Weselin Cinzow      | Juryj Astapienka    | Siarhiej Dalidowicz      |
| 7.  | 22 grudnia 2017   | Sianki          | 10 km s. klasycznym              | Weselin Cinzow      | Ołeksij Krasowski   | Andriej Orlyk            |
| 8.  | 23 grudnia 2017   | Krasnogorsk     | sprint s. dowolnym               | Odwołany            | Odwołany            | Odwołany                 |
| 9.  | 24 grudnia 2017   | Krasnogorsk     | 15 km s. klasycznym              | Odwołany            | Odwołany            | Odwołany                 |
| 10. | 26 grudnia 2017   | Krasnogorsk     | sprint s. klasycznym             | Odwołany            | Odwołany            | Odwołany                 |
| 11. | 27 grudnia 2017   | Krasnogorsk     | 30 km s. dowolnym                | Odwołany            | Odwołany            | Odwołany                 |
| 12. | 8 stycznia 2018   | Raubicze/ Mińsk | Sprint s. klasycznym             | Odwołany            | Odwołany            | Odwołany                 |
| 13. | 9 stycznia 2018   | Raubicze/ Mińsk | sprint s. dowolnym               | Odwołany            | Odwołany            | Odwołany                 |
| 14. | 11 stycznia 2018  | Raubicze/ Mińsk | 30 km s. dowolnym (start masowy) | Odwołany            | Odwołany            | Odwołany                 |
| 15. | 12 stycznia 2018  | Raubicze/ Mińsk | 15 km s. klasycznym              | Odwołany            | Odwołany            | Odwołany                 |
| 16. | 9 lutego 2018     | Krasnogorsk     | 15 km s. klasycznym              | Maksim Wylegżanin   | Dmitrij Japarow     | Aleksandr Biessmiertnych |
| 17. | 11 lutego 2018    | Moskwa          | sprint s. dowolnym               | Gleb Rietiwych      | Nikołaj Moriłow     | Andriej Parfionow        |
| 18. | 24 lutego 2018    | Kononowskaja    | 15 km s. dowolnym                | Artiom Malcew       | Maksim Wylegżanin   | Piotr Siedow             |
| 19. | 25 lutego 2018    | Kononowskaja    | sprint s. klasycznym             | Gleb Rietiwych      | Aleksandr Panżynski | Andriej Parfionow        |
| 20. | 28 lutego 2018    | Kononowskaja    | 30 km (bieg łączony)             | Stanisław Wołżencew | Jermił Wokujew      | Konstantin Gławatskich   |

## Klasyfikacje
| Lp. | Zawodniczka          | Punkty |
| --- | -------------------- | ------ |
| 1.  | Polina Niekrasowa    | 386    |
| 1.  | Łarisa Riasina       | 386    |
| 3.  | Marija Dawidjenkowa  | 306    |
| 4.  | Polina Kalsina       | 272    |
| 5.  | Tatjana Aleszina     | 266    |
| 6.  | Olga Cariewa         | 259    |
| 7.  | Maryna Ancybor       | 240    |
| 8.  | Marina Chernousova   | 229    |
| 9.  | Natalja Matwiejewa   | 226    |
| 10. | Swietłana Nikołajewa | 225    |
| 11. | Wałentyna Szewczenko | 210    |
| 12. | Anastasija Własowa   | 208    |
| 13. | Marija Guszczina     | 204    |
| 14. | Polina Kowalowa      | 196    |
| 15. | Tetiana Antypenko    | 192    |

| Lp. | Zawodnik            | Punkty |
| --- | ------------------- | ------ |
| 1.  | Stanisław Wołżencew | 448    |
| 2.  | Jermił Wokujew      | 392    |
| 3.  | Andriej Parfionow   | 256    |
| 4.  | Artiom Nikołajew    | 240    |
| 5.  | Weselin Cinzow      | 215    |
| 6.  | Gleb Rietiwych      | 200    |
| 7.  | Siergiej Ardaszew   | 196    |
| 8.  | Andriej Orlyk       | 190    |
| 8.  | Maksim Wylegżanin   | 190    |
| 10. | Ołeksij Krasowski   | 165    |
| 11. | Andriej Krasnow     | 157    |
| 12. | Dmitrij Japarow     | 146    |
| 12. | Siergiej Turyszew   | 146    |
| 14. | Władimir Flolow     | 145    |
| 15. | Artiom Malcew       | 140    |